# والتر رولاند
والتر رولاند (بالإنجليزية: Walter Roland) هو عازف جاز وكاتب أغاني وعازف بيانو ومغني أمريكي، ولد في 20 ديسمبر 1902، وتوفي في 12 أكتوبر 1972 بسبب سرطان الرئة.

## وصلات خارجية
- والتر رولاند على موقع ميوزك برينز (الإنجليزية)
- والتر رولاند على موقع أول ميوزيك (الإنجليزية)
- والتر رولاند على موقع ديسكوغز (الإنجليزية)